# Власьев, Николай Иосифович
Николай Иосифович Власьев (1886—1932) — кораблестроитель, начальник Волжского судоремонтного и механического завода, начальник Технического управления Военно-морских сил РККА, начальник Научно-технического комитета ВМС.

## Биография
Николай Иосифович Власьев родился 13 (25) апреля 1886 года (по другим данным в 1878 году) в г. Гомеле Могилёвской губернии в дворянской семье офицера российской императорской армии полковника Иосифа Николаевича и его жены Марии Николаевны (урожд. Макарова). Назван в честь деда — Георгиевского кавалера капитана 1 ранга Власьева Николая Алексеевича, который после выхода в отставку был гомельским уездным предводителем дворянства.
После окончания гомельского реального училища поступил в Санкт-Петербургский технологический институт, который окончил с отличием в 1909 году по специальности инженер-технолог двигателей внутреннего сгорания. Работал инженером-технологом минно-торпедного производства Обуховского завода, участвовал в создании приборов для подводной лодки «Дельфин».
С 1911 года работал помощником строителя Балтийского судостроительного и механического завода, заведующим работами по оборудованию броненосных крейсеров. В 1914 году был призван на военную службу. С 1914 года заведовал достройкой и являлся механиком подводной лодки «Крокодил». В 1915 году был назначен уполномоченным Балтийского завода в район Або при заводе «В. Крейтон и Ко», в 1916 году заведовал «вооружительными работами» на Або-Оландских укреплённых позициях. В 1918 году, около двух месяцев находился в плену у немцев и белофинов, в июне 1918 года был освобождён из плена.
9 июня 1918 года принят в РККА и назначен начальником автономного волжского отдела Балтийского завода. 13 июня был назначен в состав комиссии для временного управления Паратскими мастерскими завода. 24 декабря назначен в состав комиссии по управлению Волжским судоремонтным и механическим заводом (филиалом Балтийского завода), а затем — начальником этого завода.
С декабря 1920 года — заведующий техническим отделом военно-морских заводов Морского ведомства. В январе 1921 года назначен старшим приёмщиком артиллерийской части Технического управления и переведён в распоряжение начальника Управления строительства морских сил. 22 августа 1921 года был арестован и 24 декабря приговорён Постоянным Президиумом ВЧК. 25 декабря был освобождён досрочно.
1 февраля 1922 года был приведён к «красной присяге». 25 февраля назначен инженером для поручений при начальнике Технического управления морских сил. 6 сентября 1922 года стал помощником начальника Технического управления, а 1 ноября — назначен начальником Технического Управления Военно-морских сил (УВМС) РККА и одновременно членом комиссии РВС РСФСР (после 1923 года — РВС СССР), по рассмотрению плана военно-морского судостроения. 31 августа 1926 года назначен начальником 2 управления УВМС РККА.
22 февраля 1927 года стал членом комиссии Управления научно-редакционной коллегии при УВМС РККА. В 1927—1932 годах принимал участие в составлении «Технической энциклопедии» в 26-и томах под редакцией Л. К. Мартенса, автор статей по тематике «морское дело». 24 мая 1927 назначен председателем Бюро по стандартизации УВМС РККА. В феврале 1928 года, по случаю празднования 10-летия РККА был награждён золотыми часами и личным огнестрельным оружием.
5 апреля 1930 года был арестован. Обвинён в отступлении от тактико-технического задания при строительстве сторожевых кораблей типа «Ураган». 30 апреля 1931 года постановлением коллегии ПП ОГПУ осуждён по обвинению по ст. 58-4, 58-7, 58-11 к высылке в западную Сибирь сроком на 3 года. 5 мая 1931 года выслан в Новосибирск, однако вскоре «из-за необоснованности предъявленных обвинений» был восстановлен в правах и назначен главным инженером по реконструкции завода «Судомех» в Ленинграде, а затем главным инженером этого завода. С октября 1931 года — начальник Научно-технического комитета ВМФ.
11 февраля 1932 года — покончил с собой (по другим данным в 1937 году).
11 января 1969 года определением Военной коллегии Верховного суда СССР был полностью реабилитирован.

## Семья
- Жена — Екатерина Николаевна (1891—1979). Похоронена на Южном кладбище Ленинграда.
- Дочь — Марина (1914, Санкт-Петербург — ок.1979, Ленинград)[1].